# Fields (Oregon)
Fields ist ein Ort (Status: Populated Place) im Harney County im Bundesstaat Oregon in den Vereinigten Staaten.
Der Ort befindet sich 180 km südlich von Burns. Er ist das Zentrum des Handels für die lokalen Ranches und die größte Gemeinde zwischen Denio, Nevada, 35 km im Süden und Frenchglen, Oregon, 84,3 km im Norden.

## Geschichte
Im Jahr 1881 etablierte Charles Fields seinen Familiensitz dort, wo die Ortschaft Fields sich heute befindet. Im Jahre 1900 wurde eine Schule eröffnet, mit einem Lehrer. 
Heute besteht die Gemeinschaft Fields aus einer Bar, einem Laden, einem Café, einer Tankstelle, einer Schule, einem Campingplatz und einigen Häusern. Ab 2003 hat die Schule zwei Räume und zwei Lehrer, die die Schüler von dem Kindergarten bis zur achten Klasse betreuen.

## Erholung
Touristen, Jäger und Fischer halten oft in Fields. Lokale Wildtiere sind Gabelbock, Maultierhirsche, Elche, Dickhornschafe, Fasane, Tauben, Gänse und Enten. Regenbogenforellen sind in nahe gelegenen Bächen zu finden. Es gibt auch öffentlich zugängliche heiße Quellen in der Gegend, darunter Alvord Hot Springs, Bog Hot Springs und White Horse Hot Springs. Viele Fotografen interessieren sich für Steens Mountain, der sich etwa 97 km im Norden befindet.

## Klima
Mit durchschnittlich unter 180 mm Niederschlag im Jahr gehört Fields zu einem der trockensten Orten in Oregon. 
|                       | Jan  | Feb  | Mär  | Apr  | Mai  | Jun  | Jul  | Aug  | Sep  | Okt  | Nov  | Dez  |   |      |
| Mittl. Tagesmax. (°C) | 5,6  | 7,7  | 11,9 | 14,9 | 20,8 | 26,3 | 32,4 | 31,2 | 25,8 | 18,2 | 9,9  | 4,9  | ⌀ | 17,5 |
| Mittl. Tagesmin. (°C) | −5,2 | −4   | −0,9 | 1,1  | 5,7  | 9,6  | 15,1 | 13,4 | 8,4  | 2,3  | −2,4 | −5,5 | ⌀ | 3,2  |
|                       |      |      |      |      |      |      |      |      |      |      |      |      |   |      |
| Niederschlag (mm)     | 20,3 | 14,5 | 15,7 | 17,5 | 21,8 | 12,2 | 4,8  | 4,3  | 7,9  | 13,5 | 15   | 18,5 | Σ | 166  |

| −5,2 |

| −4 |

| −0,9 |

| 1,1 |

| 5,7 |

| 9,6 |

| 15,1 |

| 13,4 |

| 8,4 |

| 2,3 |

| −2,4 |

| −5,5 |

| −5,2 |

| −4 |

| −0,9 |

| 1,1 |

| 5,7 |

| 9,6 |

| 15,1 |

| 13,4 |

| 8,4 |

| 2,3 |

| −2,4 |

| −5,5 |

| N i e d e r s c h l a g | 20,3 | 14,5 | 15,7 | 17,5 | 21,8 | 12,2 | 4,8 | 4,3 | 7,9 | 13,5 | 15  | 18,5 |
|                         | Jan  | Feb  | Mär  | Apr  | Mai  | Jun  | Jul | Aug | Sep | Okt  | Nov | Dez  |